# 살바토레 토디스코
살바토레 토디스코(이탈리아어: Salvatore Todisco, 1961년 8월 30일~1990년 11월 25일)는 이탈리아의 전 권투 선수, 지도자이다. 1984년 하계 올림픽 남자 라이트플라이급 종목에서 은메달을 획득했고 유럽 선수권 대회에서 은메달 1개, 지중해 게임에서 동메달 2개를 획득했다.
은퇴 후 이탈리아 권투 국가대표팀 코치를 맡았으며 1990년 자동차 사고로 사망했다.